# 마르코 슈피트카
마르코 슈피트카(독일어: Marko Spittka, 1971년 4월 22일~)는 독일의 유도 선수, 지도자이다. 1996년 하계 올림픽에서 남자 미들급 동메달을 획득했다.